# Dračevica (Demir Kapija)
Dračevica (makedonsky: Драчевица) je zaniklá vesnice v Severní Makedonii. Nachází se v opštině Demir Kapija ve Vardarském regionu.
V minulosti se vesnice jmenovala Gorna Dračevica, jelikož v opštině byla ještě jedna vesnice s tímto názvem. Druhá vesnice, Dolna Dračevica, zanikla již během první světové války.

## Geografie
Dračevica leží v jihozápadní části opštiny Demir Kapija, na pravém břehu řeky Bošava. Vesnice je kopcovitá a leží v nadmořské výšce 490 metrů. Od města Negotino je vzdálená 28 km. Do vesnice vede pouze polní cesta. Rozloha vesnice je 28,4 km2. Dominují jí lesy o rozloze 2 325,4 ha, dále pastviny o rozloze 414,3 ha a orná půda o rozloze 71,5 ha.

## Historie
Místo bylo osídleno již od pozdní antiky, o čemž svědčí naleziště v archeologické lokalitě Padarnica.
Po celou dobu se vesnice nacházela na stejném místě, během své historie byla vysídlena pouze jednou a to po povodni.
Vesnice byla křesťanská a polocivilizovaná. Místní obyvatelé se příliš nemístili mezi ostatní obyvatelstvo země a žilo vlastním životem. Až v 19. století byla kolem vesnice vztyčena ohrada.
Obyvatelé vesnice byli často napadáni Turky z vesnic Besvica, Prždevo a Tremnik.

## Demografie
Ve vesnici bylo naposledy v roce 1994 zaznamenáni 4 obyvatelé, při následujících sčítání v letech 2002 a 2021 zde nežil nikdo.
| Rok          | 1900 | 1905 | 1948 | 1953 | 1961 | 1971 | 1981 | 1991 | 1994 | 2002 |
| ------------ | ---- | ---- | ---- | ---- | ---- | ---- | ---- | ---- | ---- | ---- |
| Obyvatelstvo | 462  | 448  | 239  | 234  | 161  | 87   | 20   | 9    | 4    | 0    |